# ميثاق باريس

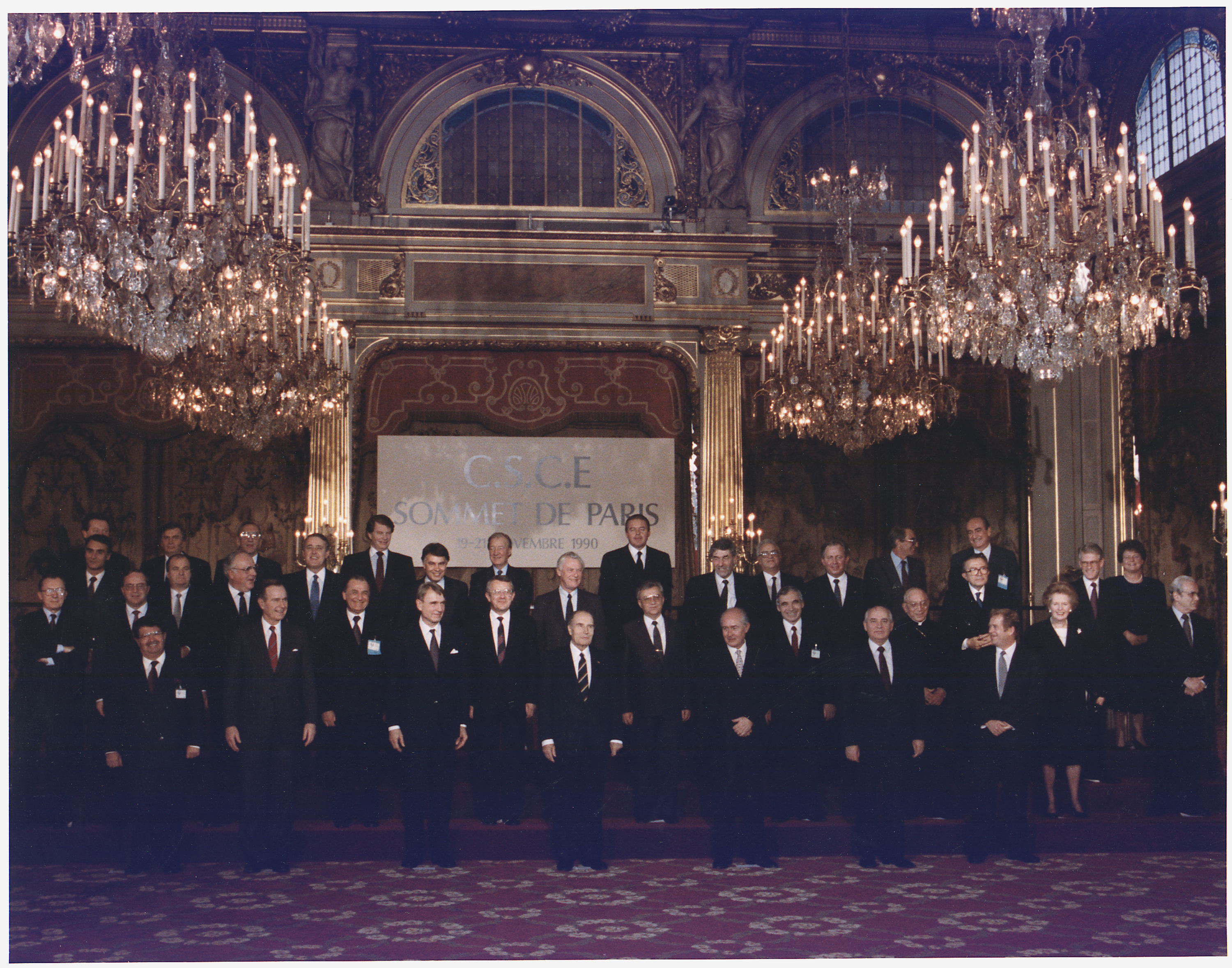
الرئيس جورج بوش وكبار القادة العالميين خلال مؤتمر الأمن والتعاون في أوروبا، قصر الإليزيه، 1990.

تم اعتماد ميثاق باريس لأوروبا الجديدة (المعروف أيضًا باسم ميثاق باريس) من خلال اجتماع قمة لمعظم الحكومات الأوروبية بالإضافة إلى حكومات كندا، الولايات المتحدة والاتحاد السوفيتي، في باريس من 19 – 21 نوفمبر 1990. تم إنشاء الميثاق على أساس اتفاقيات هلسنكي وتم تعديله في ميثاق 1999 للأمن الأوروبي. وتشكل هذه الوثائق معًا الأساس المتفق عليه لمنظمة الأمن والتعاون في أوروبا. ومع ذلك ، لم توقع جميع الدول الأعضاء في منظمة الأمن والتعاون في أوروبا على المعاهدة.
كان الميثاق أحد المحاولات العديدة لاغتنام فرصة سقوط الشيوعية من خلال دعوة دول الكتلة الشرقية السابقة بنشاط إلى الإطار الإيديولوجي للغرب. وقد تمت مقارنته بمؤتمر فرساي لعام 1919 أو مؤتمر فيينا لعام 1815 في طموحه الفخم لإعادة تشكيل أوروبا. في الواقع ، كانت قمة باريس مؤتمر السلام للحرب الباردة: وضعت البيريسترويكا في نهاية المطاف نهاية للتقسيم الإيديولوجي والسياسي للستار الحديدي. كانت الديمقراطية التعددية واقتصاد السوق جنباً إلى جنب مع القانون الدولي والتعددية التي ينظر إليها على أنها المنتصر.
أنشأ الميثاق مكتبًا للانتخابات الحرة (أعيدت تسميته لاحقًا باسم مكتب المؤسسات الديمقراطية وحقوق الإنسان) في وارسو، ومركز منع النزاعات في فيينا، وأمانة. وفي وقت لاحق، في عام 1992، تم تعيين أمين عام. وتم الاتفاق على أن يجتمع وزراء الخارجية بانتظام لإجراء مشاورات سياسية.
حضرت رئيسة الوزراء البريطانية مارغريت ثاتشر القمة بينما كانت تواجه تحديًا لقيادتها للحزب المحافظ الحاكم في البلاد، وأثناء وجودها في باريس، علمت أنها لم تحصل على أصوات كافية في الجولة الأولى من انتخابات قيادة الحزب لإعلان الفائز مباشرة، مما يستلزم جولة أخرى من التصويت. زعمت تاتشر في وقت لاحق أن حقيقة أنها كانت في باريس وغير قادرة على البدء في حشد الدعم على الفور كان أحد العوامل التي أدت إلى مغادرتها انتخابات القيادة والاستقالة كزعيمة للحزب ورئيسة للوزراء.

## وصلات خارجية
- نص الميثاق